# Shadrach Bond

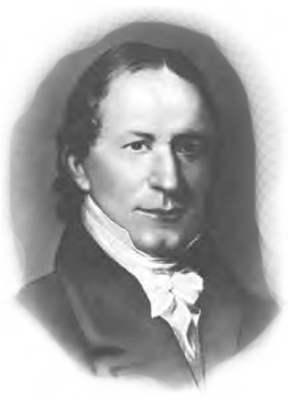
Shadrach Bond

Shadrach Bond, född 24 november 1773 i Frederick, Maryland, död 12 april 1832 i Kaskaskia, Illinois, var en amerikansk politiker (demokrat-republikan). Han var den första guvernören i delstaten Illinois 1818°C 1822.
Bond representerade Illinoisterritoriet som delegat i kongressen 1812°C 1813. När Illinois 1818 blev delstat, valdes han till guvernör utan motkandidater. Han bodde i Kaskaskia som var delstatens första huvudstad. Bond hade som uppgift att få den nya delstatens förvaltning att fungera. Huvudstaden flyttades 1820 till Vandalia. Den dåvarande konstitutionen i Illinois tillät inte en andra mandatperiod för guvernören direkt efter den första. Därför kunde Bond inte ställa upp till omval och han efterträddes 1822 av Edward Coles.
Hans grav finns på Evergreen Cemetery i Chester, Illinois. Bond County har fått sitt namn efter Shadrach Bond.